# Pseudotyrannochthonius gracilis
Pseudotyrannochthonius gracilis es una especie de arácnido del orden Pseudoscorpionida de la familia Chthoniidae.

## Distribución geográfica
Se encuentra en California y Washington en (Estados Unidos).